# État de Delta Amacuro
Delta Amacuro est un État du Venezuela. Sa capitale est Tucupita. En 2011, sa population s'élève à 165 525 habitants.

## Histoire

### Époque précolombienne
Les premiers peuplements attestés dans la région sont issus des migrations effectuées par des peuples dénommées « Kotoh » depuis les Andes péruviennes à travers le bassin de l'Orénoque. Ils maîtrisent la céramique et l'horticulture. Plusieurs autres groupes s'installent dans la région, notamment les Barrancas qui introduisent la culture du manioc, provoquant un développement culturel et économique ainsi que la structuration de la société. Les excédents de production auraient pu également faire l'objet d'échanges ou d'un certain type de commerce, en raison de leur position de monopole sur cette production. L'expansion de cette tribu est datée du premier millénaire, atteint les côtes nord-est, une grande partie de la côte centrale et les Petites Antilles dès la fin de celui-ci. Les vestiges archéologiques les plus récents datant de l'époque précolombienne sont attribués aux indiens Waraos, qui, selon des récits documentés oraux, sont originaires de la Sabana Oriental ou du nord du Brésil actuel et auraient déserté leur tribu hostile. Certains résidents de l'État se désignent encore comme faisant partie de cette ethnie, constituant de facto l'un des groupes ethniques légalement reconnus dans les statistiques démographiques. À l'origine chasseurs, cueilleurs et pêcheurs, ils deviennent agriculteurs a posteriori de la période avec l'introduction du taro (Colocasia esculenta) dont feuilles et tubercules sont consommés, depuis l'île de la Trinité ou du Guyana voisins.

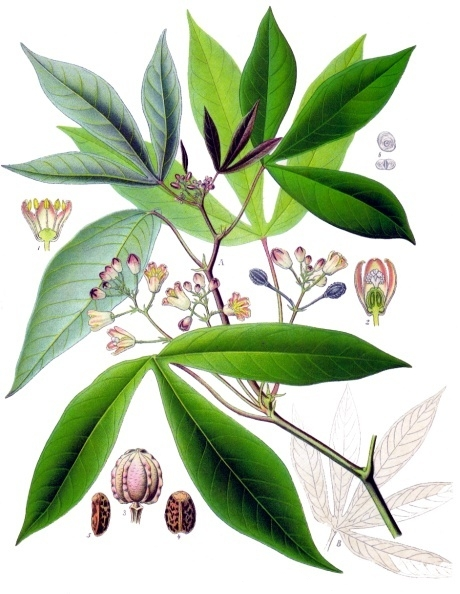
Planche botanique du manioc (Manihot esculenta) introduit par les Barrancas.
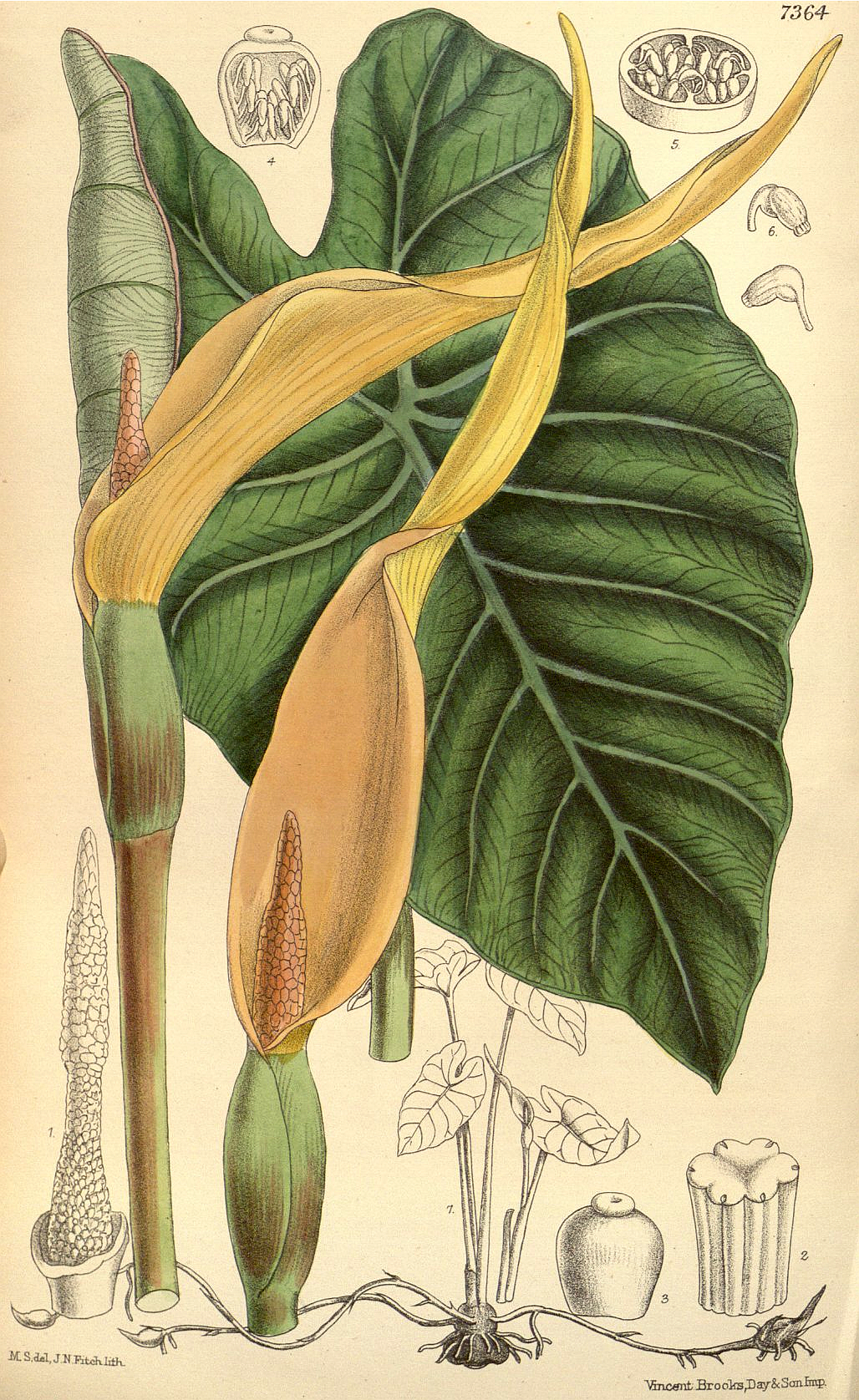
Planche botanique du taro (Colocasia esculenta), cultivé par les Waraos.
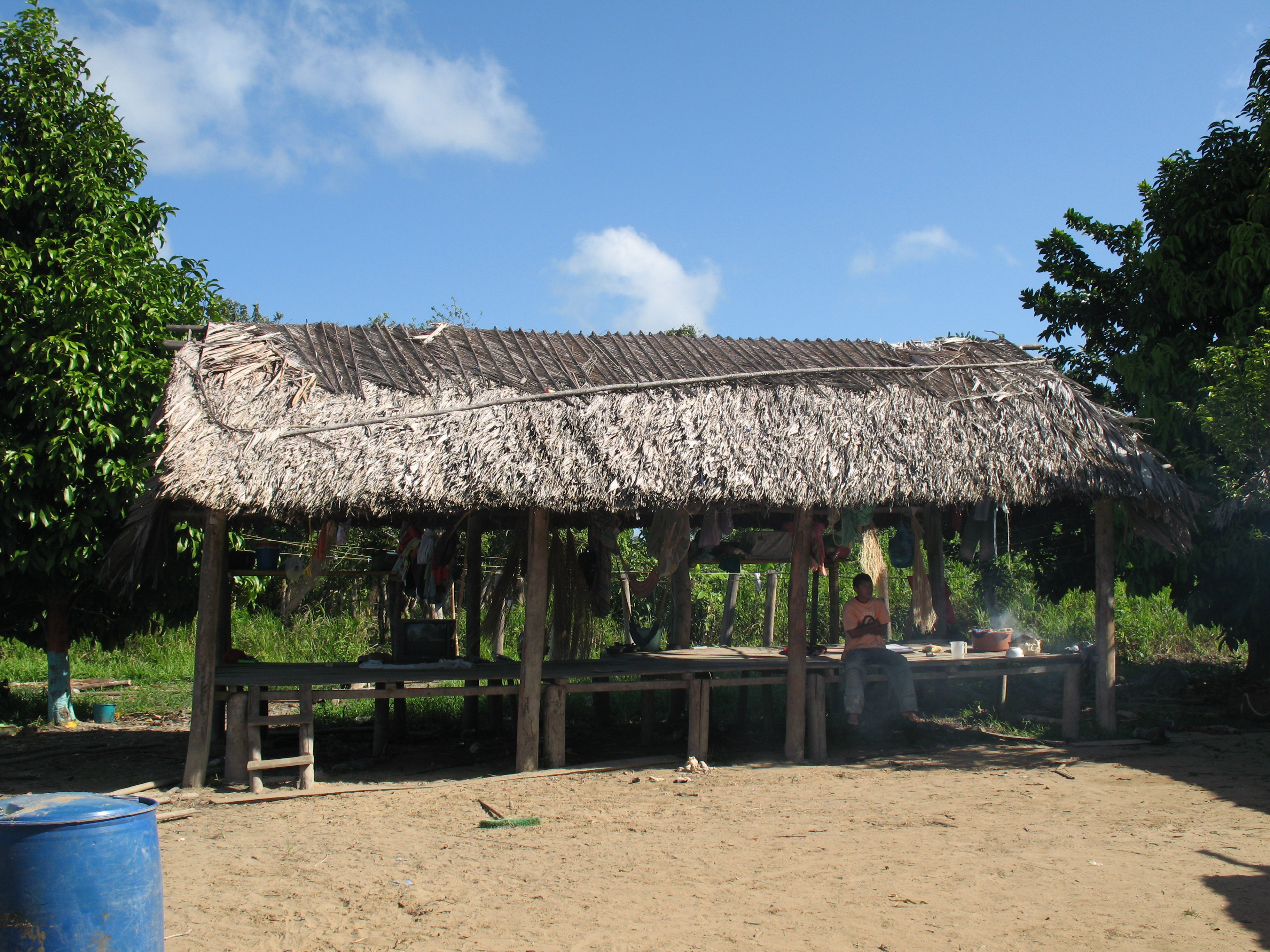
Une hutte traditionnelle des indiens Waraos dans le delta de l'Orénoque, en 2007.

### Colonisation

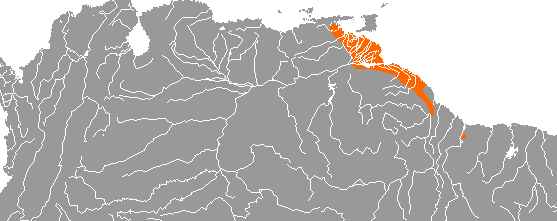
Répartition actuelle des locuteurs du warao, langue des Waraos, majoritairement dans le delta de l'Orénoque et au nord-ouest du Guyana.

La première reconnaissance européenne de la région est effectuée par le conquistador Alonso de Ojeda, qui décrit l'embouchure de l'Orénoque en 1499. L'année suivant, Vicente Yáñez Pinzón décrit son delta. En 1532, Diego de Ordaz, commandant de l'ordre de Santiago et capitaine du conquistador Hernán Cortés qui a vaincu les Aztèques et 1521, remonte l'Orénoque jusqu'au confluent avec le río Meta.
La première expédition navale documentée a lieu en 1531 par Diego de Ordaz, qui décide d'explorer l'Orénoque à la tête de plusieurs navires. Antonio Berrío pénètre la région en 1580, et son fils, Fernando Berrío, de nouveau à partir de 1598 à la recherche du fameux Eldorado. Puis l'Anglais Walter Raleigh explore la région en 1594, 1595 et enfin en 1616 lors de sa dernière expédition, à la recherche de mines d'or. Il occupe la région au nom de la couronne anglaise, mais est arrêté à Londres, sur demande de l'Espagne, après qu'il eut détruit des établissements de la couronne espagnole, puis au nom de la réactivation de la sentence de trahison, il est condamné à mort et décapité en 1618.
La première mission religieuse est le fait des Jésuites en 1682. De ses rangs est issu le Père Gumilla qui se consacre, à partir de 1791, à la description de l'ethnie Warao. Dans les siècles qui suivent, les gouverneurs, tantôt anglais depuis la Trinité, ou espagnols, tentent d'assimiler ces tribus, mais celles-ci fuient au Suriname voisin. Lorsque Walter Raleigh explore la région à la charnière des 16e et 17e siècles, il qualifie ses habitants de Tivativa qu'il dit être divisés en deux tribus, les Ciawani et les Waraweete. Raleigh décrit : « ils ne mangent rien de ce qui est planté ou cultivé, et comme ils ne plantent ni n'élèvent rien chez eux, lorsqu'ils vont ailleurs, ils refusent de manger tout ce qui n'est pas fourni par la nature sans travail. Ils utilisent le sommet des arbres palmiers comme pain ; ils tuent cerf, poisson et porc pour compléter leur alimentation. Ils ont de nombreux types de fruits qui poussent dans les forêts et de grandes quantités de perroquets et d'oiseaux. ».
Lors de l'exploration de 1799-1800, le tandem formé du naturaliste et explorateur allemand Alexander von Humboldt et du Français Aimé Bonpland, confirme et reconnaît la position exacte du canal de Casiquiare faisant communiquer Amazone et Orénoque, puis ce dernier jusqu'à Angostura, aujourd'hui Ciudad Bolívar capitale de l'actuel État de Bolívar. Humboldt, dans son ouvrage Voyage aux régions equinoxiales du Nouveau Continent publié en trente volumes à Paris à partir de 1807, décrit les Waraos comme étant la dernière ethnie amérindienne échappant au contrôle de la colonie. Il précise qu'en 1799, certains estiment leur population à 6000-7000 individus, chiffres qu'il estime trop haut. Il indique que les indiens Guaiqueríes considèrent leur langue comme apparentée au warao.

Vicente Yáñez Pinzón décrit le delta de l'Orénoque en 1500.
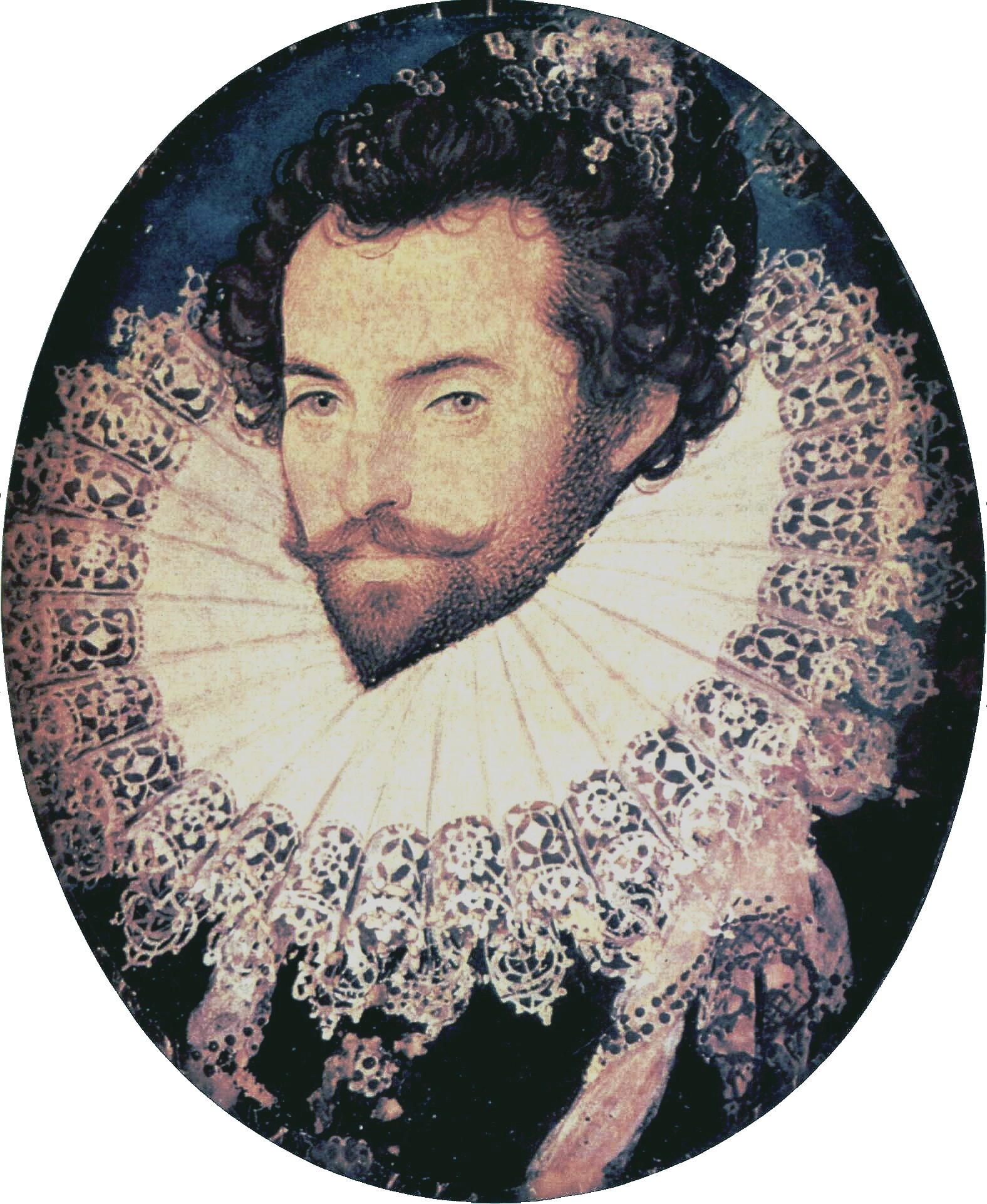
Walter Raleigh accapare les terres au nom de la couronne anglaise au début du 17e siècle.
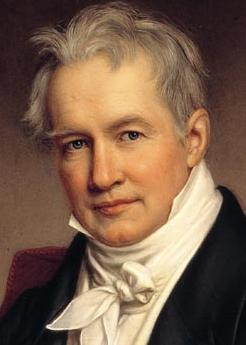
Alexander von Humboldt décrit la région dans Voyage aux régions equinoxiales du Nouveau Continent, publié à partir de 1807.

### Indépendance

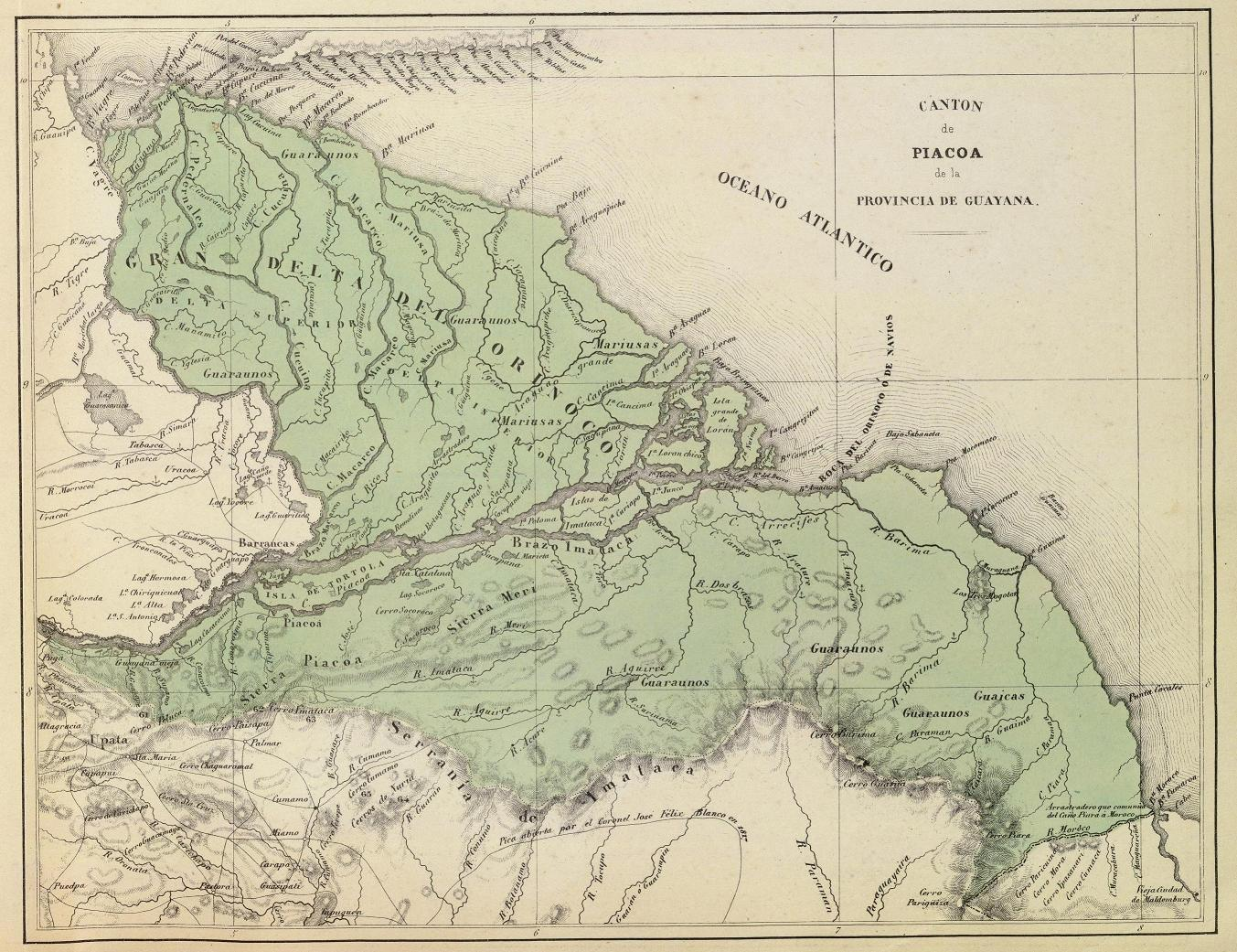
Le canton de Piacoa dans lAtlas físico y político de la República de Venezuela publié en 1840.

À partir de l'indépendance du pays et des années 1830, le territoire actuel de l'État constitue la partie septentrionale de la province de Guyane, et la majorité de l'une de ses cinq anciennes divisions, le canton de Piacoa.

### 19esiècle
À partir de 1848 s'installent des colons non-autochtones, lorsque Julián Flores, Juan Millán, Tomás Rodríguez, Regino Suiva fondent Cuarenta y Ocho (littéralement Quarante-huit), l'actuelle Tucupita. D'autres suivent, des agriculteurs et des commerçants, notamment en provenance de l'île de Margarita et des territoires continentaux du nord, depuis les actuels États de Sucre et de Monagas. Avant 1884, le territoire dépend du département de Zea et de l'État de Guayana. Le 27 février 1884, le Territoire fédéral Delta (Territorio Federal Delta, en espagnol) est créé selon la constitution, avec une superficie de 63 667 kilomètres carrés, formé des districts de Manoa et de Guzmán Blanco, avec Pedernales comme capitale.
Le 21 octobre 1893, le territoire est annexé à l'État de Bolívar sur fond de tensions internationales, la crise vénézuélienne de 1895 avec le Royaume-Uni, concernant la superficie du delta qui doit revenir à la Guyane britannique, aujourd'hui le Guyana indépendant depuis 1966.
Finalement, le 3 octobre 1899, un tribunal arbitral institué à Paris l'année précédente, sur fond de doctrine de Monroe consacrant la mainmise des États-Unis et leur représentant sur la politique du continent américain au détriment de l'intervention européenne et inversement, statue en faveur du Royaume-Uni : le gouvernement d'Ignacio Andrade perd 23 467 kilomètres carrés de territoire au profit de la Guyane britannique.

### 20esiècle
Le 26 avril 1901, le territoire est restauré sous le nom de Territoire fédéral de Delta Amacuro (Territorio Federal Delta Amacuro, en espagnol), formé des deux districts de Barima et de Tucupita et sa capitale déplacée de Pedernales à Cuarenta y Ocho qui portera désormais le nom de Tucupita. Le début du siècle est marqué par l'installation de nombreuses missions d'obédience catholique. En 1925, un nouvel ordre religieux catholique, les Capucins du Caroní (Capuchinos del Caroní en espagnol), fonde la première de ces missions dans le territoire actuel qui dépend de son ministère. S'ensuivent la Divina Pastora de Araguaimujo sur la rive droite du caño Araguaimujo, près du caño Aragua, un des défluents de l'Orénoque au cœur de delta. Le Père missionnaire catholique Barral, le Padre Barral éponyme de l'actuelle paroisse civile de Padre Barral, arrive dans les années 1930 et fonde une mission à San Francisco de Guayo. Dans les décennies suivantes, il collecte des informations sur la langue warao et publie un dictionnaire espagnol-warao. En 1932, d'autres missions s'installent, notamment à San José de Tucupita, San Francisco de Guayo, Nabasanuka et Ajotejana.
En 1940 est promulguée la loi organique relative au Territoire fédéral Delta Amacuro, qui le divise en trois départements, Tucupita, Pedernales et Antonio Díaz. Selon le Journal officiel extraordinaire no 4295 du 3 août 1991, la loi spécial consacre le rang d'État au territoire, avec la mêmes division territoriale.
Enfin, le 25 janvier 1995, l'Assemblée législative de l'État vote une seconde loi de division politique territoriale qui consacre la création des quatre municipalités actuelles, Antonio Díaz, Casacoima, Pedernales et Tucupita. La loi consacre l'annexion des hameaux de Nuevo Mundo, Platanal, El Triunfo et El Triunfito appartenant jusqu'alors à l'État de Bolívar.

## Démographie, société et religions

### Démographie
Selon l'Institut national de la statistique (Instituto Nacional de Estadística en espagnol), la population a augmenté de 69.08 % entre 2001 et 2011 et s'élève à 165 525 habitants lors de ce dernier recensement :
| 2001   | 2011    |
| ------ | ------- |
| 97 897 | 165 525 |

## Administration et politique

### Subdivisions
L'État est divisé en 4 municipalités totalisant 21 paroisses civiles :
| Municipalité | Localisation | Chef-lieu      | Nombre de paroisses civiles | Paroisses civiles | Population (2001) | Population (2011) |
| ------------ | ------------ | -------------- | --------------------------- | --- | ----------------- | ----------------- |
| Antonio Díaz |              | Curiapo        | 6                           | Curiapo (Curiapo) Almirante Luis Brión (Manoa) Francisco Aniceto Lugo (Boca de Cuyubini) Manuel Renaud (Araguabisi) Padre Barral (San Francisco de Guayo) Santos de Abelgas (Araguaimujo) | 2 308             | 26 655            |
| Casacoima    |              | Sierra Imataca | 5                           | Imataca (Sierra Imataca) Cinco de Julio (La Masa de Moriche) Juan Bautista Arismendi (Piacoa) Manuel Piar (El Triunfo) Rómulo Gallegos (Santa Catalina) | 20 552            | 29 555            |
| Pedernales   |              | Pedernales     | 2                           | Pedernales (Pedernales) Luis Beltrán Prieto Figueroa (Capure) | 2 271             | 6 438             |
| Tucupita     |              | Tucupita       | 8                           | San José (Tucupita) José Vidal Marcano (Hacienda del Medio) Juan Millán (Carapal de Guara) Leonardo Ruíz Pineda (Urbanización Leonardo Ruíz Pineda) Mariscal Antonio José de Sucre (Paloma) Monseñor Argimiro García (Urbanización Delfín Mendoza) San Rafael (San Rafael) Virgen del Valle (La Horqueta) | 72 856            | 102 877           |
| Total        |              |                | 21                          | | 97 897            | 165 525           |

## Organisation des pouvoirs
Le pouvoir exécutif est l'apanage du gouverneur. L'actuel gouverneur est Lizeta Hernández, depuis 2016.
| Photo | Scrutin | Période                               | Nom du gouverneur | Parti politique | Résultat électoral | Notes                                         |
| ----- | ------- | ------------------------------------- | ----------------- | --------------- | ------------------ | --------------------------------------------- |
|       | 1992    | 1992-1994                             | Emery Mata Millán | Copei           | 36.33 %            | Premier gouverneur élu aux élections directes |
|       | 1994 ?  | 1994-1995                             | Armando Salazar   | MAS             | 56.36 %            |                                               |
|       | 1995    | 1995-1998                             | Emery Mata Millán | Copei           | 52.17 %            |                                               |
|       | 1998    | 1998-2000                             | Emery Mata Millán | Copei           | 56.20 %            |                                               |
|       | 2000    | 2000-2004                             | Yelitze Santaella | MAS             | 63.15 %            |                                               |
|       | 2004    | 2004-2008                             | Yelitze Santaella | MVR             | 61.30 %            |                                               |
|       | 2008    | 2008-2012                             | Lizeta Hernández  | PSUV            | 55.61 %            |                                               |
|       | 2012    | 2012-2017                             | Lizeta Hernández  | PSUV            | 82.08 %            |                                               |
|       | 2017    | 2017 - 21 novembre 2021               | Lizeta Hernández  | PSUV            | 60.24 %            |                                               |
|       | 2021    | Depuis le 22 novembre 2021 (en cours) | Lizeta Hernández  | PSUV            | 59.95 %            | Réélue, actuelle gouverneure                  |

## Sources
- (es) Cet article est partiellement ou en totalité issu de l’article de Wikipédia en espagnol intitulé « Anexo:Gobernador de Delta Amacuro » (voir la liste des auteurs).

- (es) Cet article est partiellement ou en totalité issu de l’article de Wikipédia en espagnol intitulé « Estado Delta Amacuro » (voir la liste des auteurs).